# 廷祐
金廷祐（1998年2月19日—），藝名廷祐，出生於韓國京畿道，韓國男歌手，為SM娛樂旗下韓國男子團體NCT成員，隊內擔當領唱、領舞。2018年2月22日，以韓國男子組合NCT出道；10月12日，加入子團NCT 127；2023年4月17日，加入子团NCT DOJAEJUNG。

## 人物簡介
1998年2月19日生於韓國京畿道，家中除了父母，還有一位姐姐。姐姐為韓國演員金敏雅。

## 演藝事業

### 練習生時期
2014年，透過SM娛樂每週六的公開徵選成為旗下練習生。2017年4月18日，通過SM娛樂預備明星組合SM ROOKIES，正式公開。同日，出演Super Junior藝聲《Paper Umbrella》的MV 。

### 2018年-2020年：NCT 2018正式亮相出道、加入NCT 127出道
2018年1月31日，SM娛樂發布預告片《NCT 2018 Yearbook #1》，正式加入NCT大型男子組合。
2月22日，隨子團NCT U出演Mnet音樂節目《M Countdown》，以《BOSS》一曲正式韓國出道。
9月17日，宣布加入已在活動中的NCT首爾小分隊NCT 127。
10月12日，隨組合發行首張正規專輯《Regular-Irregular》，以主打曲《Regular》出演KBS《Music Bank》，作為NCT 127成員二次出道。
2019年8月，廷祐因健康問題一度中斷活動，直到2020年1月23日，NCT 127宣布準備回歸，休養半年後廷祐才開始恢復活動。

### 2021年-2023年：《Show! 音樂中心》固定MC、加入NCT DOJAEJUNG
2021年8月14日，與Stray Kids的Lee Know及金玟周共同擔任MBC《Show! 音樂中心》固定MC。
2022年4月2日，以用戶名 sugaringcandy 開設instagram帳號。
2023年4月17日，與道英、在玹加入NCT分隊NCT DOJAEJUNG，並發布第一張迷你專輯《PERFUME》出道。

## 音樂作品
所屬團體之共同作品，請參閱NCT音樂作品列表

### 音樂錄影帶（MV）
| 年份   | 發布日期 | 歌曲名稱       | 歌手                 |
| ------ | -------- | -------------- | -------------------- |
| 2017年 | 4月18日  | Paper Umbrella | 藝聲（Super Junior） |

## 影視作品
所屬團體之共同作品，請參閱NCT影視作品列表

## 主持作品

### 音樂節目
| 年份   | 日期                   | 電視台 | 節目名稱           | 合作藝人                   | 備註   |
| ------ | ---------------------- | ------ | ------------------ | -------------------------- | ------ |
| 2021年 | 8月14日－2023年11月4日 | MBC    | 《Show! 音樂中心》 | Lee Know、金玟周、Sullyoon | 固定MC |

## 附錄

## 外部連結
- 廷祐的Instagram帳戶